# Nephelaphyllum cordifolium
Nephelaphyllum cordifolium är en orkidéart som först beskrevs av John Lindley, och fick sitt nu gällande namn av Carl Ludwig von Blume. Nephelaphyllum cordifolium ingår i släktet Nephelaphyllum och familjen orkidéer. Inga underarter finns listade i Catalogue of Life.